# Ханафин, Юрий Каюмович
Юрий Каюмович Ханафин (род. 5 июня 1946) — советский легкоатлет, специалист по прыжкам с шестом. Выступал на всесоюзном уровне в 1960-х и 1970-х годах, бронзовый призёр чемпионата СССР, чемпион СССР в помещении, победитель первенств всесоюзного и всероссийского значения, участник чемпионата Европы в помещении в Софии. Представлял Свердловск, спортивные общества «Буревестник» и «Труд».

## Биография
Юрий Ханафин родился 5 июня 1946 года. Занимался лёгкой атлетикой в Свердловске под руководством заслуженного тренера РСФСР Валерия Ивановича Исакина, выступал за добровольные спортивные общества «Буревестник» и «Труд».
Первого серьёзного успеха на всесоюзном уровне добился в сезоне 1969 года, когда на чемпионате СССР в Киеве с результатом в 5 метров выиграл бронзовую медаль в зачёте прыжков с шестом, уступив только Юрию Исакову и Геннадию Близнецову.
В 1971 году одержал победу на зимнем чемпионате СССР в Москве, показав результат 5,10 метра. Благодаря этому успешному выступлению вошёл в основной состав советской сборной и удостоился права защищать честь страны на чемпионате Европы в помещении в Софии — взял здесь высоту в 5 метров ровно, а на 5,10 все три попытки провалил — таким образом расположился в итоговом протоколе на шестой строке.
В мае 1972 года стал бронзовым призёром на соревнованиях в Сочи (5,10).
В сентябре 1973 года получил серебро на всесоюзном турнире в Харькове (5,10).
В декабре 1974 года победил на домашних соревнованиях в Свердловске, установив при этом свой личный рекорд в прыжках с шестом в помещении — 5,26 метра.
В июне 1975 года на всесоюзном турнире в Риге превзошёл всех соперников и установил личный рекорд на открытом стадионе — 5,30 метра.
Сын Алексей Ханафин так же добился успеха в прыжках с шестом, чемпион мира среди юниоров.